# Giovanni Storti
Giovanni Storti (Milano, 20 febbraio 1957) è un comico, attore, sceneggiatore e regista italiano componente del noto trio comico Aldo, Giovanni e Giacomo.
Grazie al sodalizio formato con Aldo Baglio e Giacomo Poretti nel 1991, Giovanni Storti fa parte di un trio comico che ha riscosso un considerevole successo in Italia a partire dagli anni novanta, sia sul grande schermo che in ambito televisivo e teatrale. Nel 1998 viene candidato ai David di Donatello come Miglior regista esordiente per il film Tre uomini e una gamba, vincendo nello stesso anno un Nastro d'argento speciale e nel 2001 viene candidato come miglior attore protagonista per il film Chiedimi se sono felice.

## Biografia

### Carriera

#### Gli inizi
Studia e si diploma nel 1977 presso la scuola di mimodramma del Teatro Arsenale di Milano, frequentando soprattutto i corsi di danza mimica con l'amico e futuro collega di lavoro Aldo Baglio. Dal 1985 inizia a lavorare presso il Palmasera Village Resort di Cala Gonone, in Sardegna, dove forma un duo comico con Aldo chiamato "I suggestionabili" (il presunto nome del duo "La carovana" è stato smentito da Storti durante la trasmissione di Rai 3 Kilimangiaro del 2 dicembre 2018). Qui fa la conoscenza di Giacomo Poretti, allora capovillaggio e parte del duo cabarettistico "Hansel e Strüdel" formato con Marina Massironi, sua fidanzata dell'epoca; di tale gruppo di giovani animatori facevano anche parte Stefano Belisari, in seguito diventato e conosciuto come Elio, di Elio e le Storie Tese (come disc jockey), Giorgio Porcaro, Mario Zucca, Eraldo Moretto e Marino Guidi. Nasce il trio "Aldo, Giovanni e Giacomo" che inizialmente si chiama "Galline Vecchie Fan Buon Brothers".

#### Cinema

Giovanni Storti in Così è la vita (1998)

Nel 1987 prende parte al film Kamikazen - Ultima notte a Milano, diretto da Gabriele Salvatores, nei panni di un Maresciallo dei Carabinieri. Affermato il sodalizio del trio comico formato con Aldo Baglio e Giacomo Poretti (fiancheggiati da Marina Massironi sino al 2000), i tre esordiscono sul grande schermo nel 1997, con la commedia Tre uomini e una gamba, curandone anche la sceneggiatura e la regia insieme a Massimo Venier; l'enorme successo al botteghino, unito a una buona accoglienza da parte della critica, valgono al trio una candidatura ai David di Donatello nella categoria "miglior regista esordiente", un Nastro d'argento speciale e una vittoria ai Fort Lauderdale International Film Festival come miglior commedia.
L'anno seguente esce nelle sale Così è la vita, film nel quale, come nel precedente, recita con Aldo, Giacomo e Marina e si occupa della sceneggiatura e della regia con Aldo, Giacomo e Massimo Venier. Il film riscuote un grande successo, piazzandosi primo nella classifica degli incassi della stagione 1998-1999 e risultando uno dei maggiori incassi di sempre in Italia (34ª posizione). Nel 1999 viene ingaggiato per recitare nel film Tutti gli uomini del deficiente, diretto da Paolo Costella, nel ruolo di Pocoto, un criminale della Yakuza affiancato dai suoi scagnozzi Sakato (Aldo Baglio) e Mamoto (Giacomo Poretti).
Nel 2000 esce il terzo film dei trio, Chiedimi se sono felice; quest'ultimo, anch'esso con sceneggiatura e regia di Aldo, Giovanni e Giacomo e da Massimo Venier, rappresenta il maggior successo commerciale del trio e occupa la 17ª posizione tra i maggiori successi di sempre in Italia. Nel 2001 Giovanni venne candidato ai Nastri d'argento come "miglior attore protagonista" insieme ad Aldo e Giacomo. Il 2002 fu l'anno del gangster movie La leggenda di Al, John e Jack, sempre scritto e diretto dal trio in collaborazione con Massimo Venier. Ambientato nella New York del 1959, in questo film Giovanni interpreta John La Paglia, un truffatore che con la complicità del fratello Jack (Giacomo Poretti), tenta di ingannare Calogero Buccheri (Aldo Baglio) per incastrare il boss della malavita Sam Genovese (Aldo Maccione) e riscuotere la sua taglia. Il film, come gli altri riscosse un considerevole successo e si piazzò alla trentatreesima posizione tra i maggiori successi di sempre in Italia.

#### Teatro
Giovanni Storti è stato insegnante di acrobazia teatrale presso la Civica scuola d'arte drammatica di Milano tra il 1982 e il 1984. Nel 1979 collabora insieme a Giangilberto Monti alla realizzazione di uno spettacolo mimo-musicale rappresentato alla Palazzina Liberty e nello stesso anno porta in scena, con Aldo, lo spettacolo E domani?. Nel 1990 fu regista dello spettacolo Non parole ma oggetti contundenti, scritto da Giacomo. Dal 1982 i due collaboratori sono in scena al Derby Club di Milano. Nel 1985 cura i movimenti dello spettacolo Pugacev diretto da Franco Branciaroli. Nello stesso anno viene premiato assieme ad Aldo con l'oscar dei Navigli dall'I.R.M.A., per la collaborazione con cui producono lo spettacolo Avana e cognac al Teatro Verdi.

#### Televisione
Tra i vari programmi a cui ha preso parte si può ricordare in particolare Mai dire gol tra il 1994 e il 1997.

#### Web
A fine gennaio 2020, con Aldo e Giacomo, partecipa ad un video del canale YouTube iPantellas chiamato Scherzi divertenti da fare ai tuoi amici. A metà aprile dello stesso anno, appare da solo in un video dello stesso canale chiamato L'interrogazione con Giovanni Storti - Speciale Videolezioni.
Dal 2021 avvia una rubrica interna al canale YouTube "Aldo Giovanni e Giacomo Ufficiale" intitolata Giova loves nature, nella quale racconta e illustra peculiarità di piante e animali.

## Vita privata
È sposato con Annita Casolo, da cui ha avuto due figlie, Clara e Mara, comparse insieme al padre sul grande schermo in due occasioni: la prima nel film Chiedimi se sono felice, la seconda nel film Il cosmo sul comò in cui nell'episodio "Milano Beach" recitano nella parte delle figlie di Giovanni. Clara Storti ha preso parte, inoltre, allo spettacolo The Best of Aldo, Giovanni e Giacomo, per celebrare i 25 anni di carriera del trio. Come gli altri componenti del trio, Giovanni è tifoso dell'Inter. È un maratoneta e ha partecipato a diverse competizioni, tra cui una nel Sahara. Pratica inoltre il tai chi.

## Personaggi

### Nico

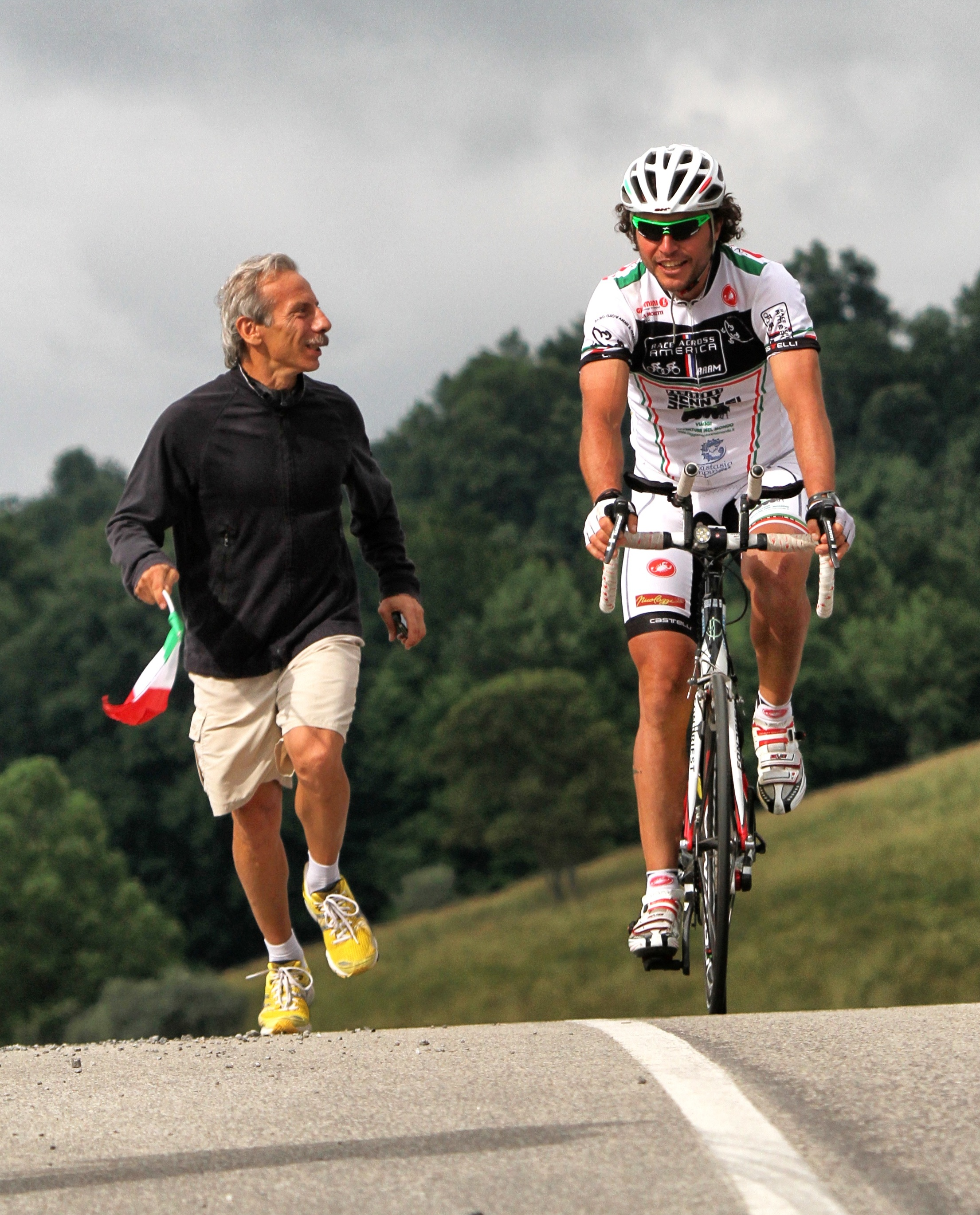
Giovanni Storti durante i Race Across America 2011 con il ciclista Nico Valsesia

Personaggio sardo dal temperamento sanguigno e dal forte accento, è un vivace sostenitore dell'autonomia della lingua sarda e tifoso del Cagliari. Ospite fisso della trasmissione Mai dire Gol, è apparso in teatro per la prima volta nello spettacolo I corti di Aldo, Giovanni & Giacomo del 1995, nello sketch del "Conte Dracula" (interpretato da Aldo Baglio). Il personaggio di Nico viene ripreso nel film Fuga da Reuma Park del 2016 e riappare nel 2020 in occasione dei 100 anni di storia del Cagliari, sul canale ufficiale di YouTube della squadra.
Il trio Aldo, Giovanni e Giacomo ha scritto e pubblicato per Mondadori un libro intitolato Nico e i suoi fratelli, in cui si narrano nascita, vita e abitudini di Nico.

### Johnny Glamour
Johnny Glamour è un DJ balbuziente e inesperto in musica; fa la sua prima apparizione nel programma televisivo Mai dire Gol e successivamente riappare nel film Fuga da Reuma Park.

### Pdor
Pdor è un dio logorroico oltre misura, che viene interpellato da un uomo delle caverne (Aldo Baglio) al quale è apparso in sogno e che, per tale motivo, si è recato al suo cospetto accompagnato dal figlio (Giacomo Poretti). Infastidito per essere stato svegliato, Pdor non fa altro che declamare con tono imperioso le sue innumerevoli ed improbabili imprese eroiche, piene di nomi assurdi, fino allo sfinimento, e precisare allo stesso modo il suo nome ogni volta che gli altri due personaggi lo sbagliano. Il personaggio è apparso nello spettacolo Tel chi el telùn, nel film Fuga da Reuma Park, nello spettacolo Ammutta Muddica, a Zelig ed al Festival di Sanremo 2016.

### Professor Alzheimer
Il dottor Helmut Alzheimer è un chirurgo dall'atteggiamento autoritario, borioso ed arrogante ma allo stesso tempo incompetente e negligente, che causa sempre danni anche fatali ai pazienti in cura. È sempre accompagnato dai suoi due assistenti, il dottor Pivetta (Giacomo Poretti), molto preparato ma con un insopportabile atteggiamento saccente, ed un altro dottore (Aldo Baglio) chiamato ogni volta con un cognome diverso, che è piuttosto ignorante e superficiale. Il suo nome deriva dal fatto che soffre dell'omonima malattia, che gli causa improvvisi vuoti di memoria in cui non ricorda più chi sia e cosa stesse facendo. Il professor Alzheimer è comparso a Mai dire Gol, nello spettacolo Tel chi el telùn (con la regia di Arturo Brachetti) ed a Zelig.

### Il signor Rezzonico
Il signor Rezzonico è il protagonista degli episodi de Gli svizzeri, parodia del programma televisivo Ultimo minuto. Esordisce in Mai dire Gol nella stagione 1996-1997, poi è presente nello spettacolo teatrale Potevo rimanere offeso! del 2001, quindi nel film Fuga da Reuma Park del 2016.

## Filmografia

### Attore

#### Cinema
- Kamikazen - Ultima notte a Milano, regia di Gabriele Salvatores (1987)
- Tre uomini e una gamba, regia di Aldo, Giovanni e Giacomo e Massimo Venier (1997)
- Così è la vita, regia di Aldo, Giovanni & Giacomo e Massimo Venier (1998)
- Tutti gli uomini del deficiente, regia di Paolo Costella (1999)
- Chiedimi se sono felice, regia di Aldo, Giovanni & Giacomo e Massimo Venier (2000)
- La leggenda di Al, John e Jack, regia di Aldo, Giovanni & Giacomo e Massimo Venier (2002)
- Tu la conosci Claudia?, regia di Massimo Venier (2004)
- Anplagghed al cinema, regia di Arturo Brachetti e Rinaldo Gaspari (2006)
- Il cosmo sul comò, regia di Marcello Cesena (2008)
- La banda dei Babbi Natale, regia di Paolo Genovese (2010)
- Ci vuole un gran fisico, regia di Sophie Chiarello (2013)
- Ammutta muddica al cinema, regia di Morgan Bertacca (2013)
- Il ricco, il povero e il maggiordomo, regia di Aldo, Giovanni e Giacomo e Morgan Bertacca (2014)
- Fuga da Reuma Park, regia di Aldo, Giovanni e Giacomo e Morgan Bertacca (2016)
- Odio l'estate, regia di Massimo Venier (2020)
- Boys, regia di Davide Ferrario (2021)
- Tutti a bordo, regia di Luca Miniero (2022)
- Le voci sole, regia di Andrea Brusa e Marco Scotuzzi (2022)
- Il grande giorno, regia di Massimo Venier (2022)
- I peggiori giorni, regia di Edoardo Leo e Massimiliano Bruno (2023)
- Santocielo, regia di Francesco Amato (2023)
- Zamora, regia di Neri Marcorè (2023)

#### Cortometraggi
- Un filo intorno al mondo, regia di Sophie Chiarello (2006)
- Magic Alps, regia di Andrea Brusa e Marco Scotuzzi (2018)
- Gli Atomici Fotonici, regia di Davide Morando (2020)
- Il Grande Méliès, regia di Beatrice Campagna (2022)
- Il volto nascosto del Cyberbullismo, regia di Christian Olcese (2022)

### Regista
- Tre uomini e una gamba, regia di Aldo, Giovanni & Giacomo e Massimo Venier (1997)
- Così è la vita, regia di Aldo, Giovanni & Giacomo e Massimo Venier (1998)
- Chiedimi se sono felice, regia di Aldo, Giovanni & Giacomo e Massimo Venier (2000)
- La leggenda di Al, John e Jack, regia di Aldo, Giovanni & Giacomo e Massimo Venier (2002)
- Il ricco, il povero e il maggiordomo, regia di Aldo, Giovanni e Giacomo e Morgan Bertacca (2014)
- Fuga da Reuma Park, regia di Aldo, Giovanni e Giacomo e Morgan Bertacca (2016)

### Sceneggiatore

#### Cinema
- Tre uomini e una gamba, regia di Aldo, Giovanni e Giacomo e Massimo Venier (1997)
- Così è la vita, regia di Aldo, Giovanni & Giacomo e Massimo Venier (1998)
- Chiedimi se sono felice, regia di Aldo, Giovanni & Giacomo e Massimo Venier (2000)
- La leggenda di Al, John e Jack, regia di Aldo, Giovanni & Giacomo e Massimo Venier (2002)
- Tu la conosci Claudia?, regia di Massimo Venier (2004)
- Anplagghed al cinema, regia di Arturo Brachetti e Rinaldo Gaspari (2006)
- Il cosmo sul comò, regia di Marcello Cesena (2008)
- La banda dei Babbi Natale, regia di Paolo Genovese (2010)
- Il ricco, il povero e il maggiordomo, regia di Aldo, Giovanni e Giacomo e Morgan Bertacca (2014)
- Fuga da Reuma Park, regia di Aldo, Giovanni e Giacomo e Morgan Bertacca (2016)
- Odio l'estate, regia di Massimo Venier (2020)

#### Televisione
- Weihnachts-Männer, regia di Franziska Meyer Price – film TV (2015)

### Doppiatore
- Oceani 3D, regia di Jean-Jacques Mantello (2009)

### Produttore
- La scomparsa di mia madre, regia di Beniamino Barrese – documentario (2018)

### Teatro
- Lampi d'estate, regia di Paola Galassi (1992)[9]
- Aria di Tempesta, regia di Giancarlo Bozzo (1993)
- Il circo di Paolo Rossi, regia di Paolo Rossi (1995-1996)
- I corti di Aldo, Giovanni & Giacomo, regia di Aldo, Giovanni e Giacomo (1995)
- Tel chi el telùn, regia di Arturo Brachetti (1999)
- Potevo rimanere offeso!, regia di Massimo Venier (2001)
- Anplagghed, regia di Arturo Brachetti (2006)
- Ammutta muddica, regia di Arturo Brachetti (2012)
- The Best of Aldo, Giovanni e Giacomo, regia di Arturo Brachetti (2016)

## Televisione

### Programmi
- Popcorn (Canale 5, 1981)[10]
- Autostop (Italia1, 1984)
- Studio 5 (Canale 5, 1986)
- Ciao domenica (RTSI, 1986)
- La bottega del signor Pietro (RTSI, 1986)
- Gran Premio (Rai 1, 1990)
- Su la testa! (Rai 3, 1992)
- Detective per una notte (RTSI, 1992)
- Il TG delle vacanze (Canale 5, 1992)
- Cielito lindo (Rai 3, 1993)
- Mai dire gol (Italia 1, 1994-1997)
- Buona Domenica (Canale 5, 1997)
- ‘’ I Corti di Aldo, Giovanni & Giacomo’’ (Italia 1) (1998)
- ‘’ Tel chi el Telùn’’ (Canale 5) , (1998)
- Gran Premio Internazionale dello Spettacolo (Canale 5, (2000)
- Pur Purr Rid! (Italia 1, 2008)
- Che tempo che fa (Rai 3, 2009) - ospite
- Fino alla fine del mondo (Deejay TV, 2011-2013)
- Festival di Sanremo (Rai 1, 2016) - ospite
- Che fuori tempo che fa (Rai 1, 2018) - ospite
- Aspettando Adrian (Canale 5, 2019)
- Bar Spot (Zelig TV, 2019) - ospite
- Verissimo (Canale 5, 2020) - ospite

## Riconoscimenti
- David di Donatello
  - 1998 – Candidatura al miglior regista esordiente per Tre uomini e una gamba
- Nastro d'argento
  - 1998 – Nastro d'argento speciale per l'esperto uso di un cortometraggio per Tre uomini e una gamba
  - 2001 – Candidatura al miglior attore protagonista per Chiedimi se sono felice
- Gran Premio Internazionale dello Spettacolo
  - 2000 – Miglior evento in TV per Tel chi el telùn
- Premio Flaiano
  - 2020 – Alla carriera[11]
- Premio Bancarella Sport
  - 2014 – Al libro autobiografico Corro perché mia mamma mi picchia edito dalla Arnoldo Mondadori Editore, e scritto con Franz Rossi

## Pubblicazioni
- Corro perché mia mamma mi picchia (2013), edito da Mondadori nella collana Strade blu. Scritto con Franz Rossi, prefazione di Giacomo Poretti.
- Una seducente sospensione del buon senso (2015), edito da Mondadori nella collana Strade Blu. Scritto con Franz Rossi.
- Niente panico, si continua a correre (2018), edito da Mondadori nella collana Strade Blu. Scritto con Franz Rossi, prefazione di Giacomo Poretti.